# Soul Groove
《Soul Groove》는 대한민국의 가수 김건모의 열두 번째 정규 음반이다. 이 음반은 프로듀서 김창환이 김건모의 세 번째 음반 《잘못된 만남》 이후 13년 만에 함께 작업한 음반이다.
여기서 K.C.Harmony는 김창환이 외국에서 사용하는 닉네임으로 지금껏 김건모의 음반 1집 《Kim Gun Mo》, 2집 《김건모 2》, 3집 《잘못된 만남》을 프로듀싱했었고 이번 김건모의 음반은 김창환과 1995년 《잘못된 만남》 이후 돌연 결별 13년만에 재결합 음반이라 큰 의미를 갖는 것으로 보인다.

## 배경
김창환과 김건모는 환상의 콤비였다. 1990년대 대한민국에 랩 음악을 소개했고 또 레게라는 자메이카 음악을 한국의 음악 역사에 대중화를 시켰으며 3집 《잘못된 만남》은 그 당시 280만장이라는 한국음반사의 최고의 기록을 남기며 기네스북에 등록되기도 했다.
그러던 그들이 1995년 돌연 결별을 했다. 김건모는 자신의 음악을 하고 싶다고했고 김창환은 그저 침묵으로 그 모든 상황을 받아들였었다. 왜 그들은 최고의 전성기에 헤어졌을까? 세월이 흘러 13년이 지난 지금에서야 수면으로 떠오른 사실은 김창환은 김건모를 친동생처럼 생각해 헤어질 거라는 생각도 못했고 또 그런 이유로 김건모를 심하게 억압했으며 그의 사생활까지 조율을 하게 되었었다고 한다. 그러면서 김창환은 김건모의 60살까지의 음악적인 계획과 플랜을 짜 놓았었는데 돌연 김건모가 데뷔하기 전 김창환과 구두로 계약했던 3년이 끝나는 시점에 홀연 김창환과의 결별을 선언해 김건모가 떠난 이후 2년이 넘게 아파하며 슬럼프를 겪었다는 얘기를 털어 놓았다. 김창환의 얘기를 빌리면 김건모는 데뷔전에 10개월간 하루 10시간씩 김창환에게 노래 레슨을 자로 맞아가며 배웠다고 한다. 그러기에 김창환의 노래는 그 어떤 가수보다 김건모라는 가수가 제일 잘 이해하고 또 잘 부른다고 알려져 있다.
누가 뭐라고 해도 그들은 환상의 콤비임을 부인할 사람은 아무도 없을 것이다. 김건모는 노래를 잘 하는 가수이다. 그 노래를 가르친 사람은 또 김창환임을 가요계에 종사하는 사람이면 누구나 알 것이다.김창환과 김건모와 같은 환상의 콤비가 정령 대한민국만 있는 것은 아니었다. 80년대 세계 최고의 가수 팝의 황제 마이클 잭슨도 그의 뒤에는 당대 최고의 프로듀서 퀸시 존스가 있었다. 그들은 1977년 《Off the Wall》 음반을 필두로 1982년 《Thriller》 음반으로 전세계 3천만장이라는 최다 음반 판매량을 기록했으며 1987년 《Bad》 음반을 통해 다시 한번 팝의 황제임을 증명했었다. 그러던 그들이 돌연 결별을 선언했다. 많은 팝 팬들은 그 소식을 안타까워 했고 그 원인을 알고 싶어 했었다. 원인은 돈이었다. 마이클 잭슨이 퀸스 존스에게 주는 돈을 아까워하다 결국 그 사실이 퀸시 존스에게 알려지며 그들은 결별했다. 당시 퀸시 존스는 "나는 마이클과 음악을 했다. 난 돈이 뭔지 생각한적이 한번도 없었다. 근데 마이클은 나를 돈으로 본 것 같다. 난 그래서 그와 더 이상 음악을 할 수 없다"고 선언했다 그 후 마이클 잭슨은 다른 유명 프로듀서들과 많은 일을 했지만 소리없이 팝의 역사속으로 서서이 지고 있다. 또 퀸시 존스와의 음악을 그리워하는 팝 팬들에게는 영원히 함께할 수 없는 아쉬움을 지금도 남겨주고 있다.

## 곡 정보
- 언제쯤 (Pop Groove) : 기존의 발라드 편곡의 틀을 완전히 깨며 요즘 트렌드적인 편곡 기법과 세련된 발라드의 멜로디가 환상적인 조화를 이루는 곡이다. 떠난 사람을 애절하게 그리워하는 내용으로 김건모의 보컬이 다시 90년대로 돌아가 마치 〈아름다운 이별〉을 현대화 해 들려주는 느낌이 강하게 든다. 특히 서정적인 멜로디는 처음 듣는 사람의 귀에 강하게 스며들며 듣는 사람의 마음을 사로 잡을 것 같다.

- KISS (Soul Groove): 타이틀곡으로 익히 잘 알려진 것처럼 김건모가 가장 좋아하는 뮤지션 스티비 원더의 노래를 현대화시킨 소울 펑키 음악이다. 마치 스티비 원더의 〈Superstition〉을 듣는 듯한 경쾌함과 세련됨을 지니고 있으며 다이나믹한 사운드와 복고적인 그루브 그리고 사이키델릭한 펑키 사운드가 처음 듣는 사람의 귀를 확 잡아 끈다. 거기에 김건모의 소울적인 목소리가 어우러지면서 누가 들어도 이번 음반의 타이틀 곡이라며 감탄을 자아내게 하는 곡이다. 또한 대한민국 뮤지션도 이런 음악을 할 수 있다는 큰 자부심을 느끼해 주는 곡으로 프로듀서 김창환의 모던한 리듬감각에 복고적인 따듯함 그리고 김건모의 음색이 너무 잘 녹아 든 그런 곡인 것 같다.

- 사랑해 (Reggae Groove): 김건모의 고음역대 목소리가 제일 잘 녹아든 곡으로 90년 전성기 때 김건모의 짜릿한 목소리를 다시 느끼게 해 주는 곡으로 모든 연령층이 모두다 좋아할 수 있는 그런 감미로운 곡이다. 사랑해 라는 아주 단순한 단어의 반복구와 사랑하는 연인들의 마음을 설레이게 하는 가사가 정말 김건모의 목소리에 한 것 빠져들게 하는 그런 곡이다. 또한 어쩌면 이번 앨범에서 가장 김건모 다운 노래가 아닐까 하는 생각이 혹자의 입가에 미소를 띄우게 하는 그런 행복한 곡이다.

- 하루 (Bossa Nova) : 고급스러운 편곡과 분위기가 넘치는 노래 또한 R&B적인 리듬에 세련된 남미 스타일의 부드러운 터치, 그리고 지금껏 느껴보지 못했던 김건모의 세련되고 절제된 보컬이 유난히 돋보이는 노래이다 이 노래를 처음 듣는 사람은 누구나 전주가 끝나고 처음 노래가 들어가면 저절로 너무 좋다는 탄성을 자아낸다. 특히 여성들이 좋아하는 곡으로 쓸쓸한 오후나 비가 오는 날에 커피 한 잔 마시며 들으면 이 곡의 매력에 흠뻑 젖어들 것 같다. 허탈한 사랑의 그리움을 노래하고 있으며 지금껏 프로듀서 김창환씨가 잘 쓰지 않던 보사노바 장르를 R&B 리듬으로 승화시켜 그 반주 위에 김건모의 분위기 넘치는 목소리가 잘 스며든 곡인 것 같다.

- 어색한 변명 (House): 이번 앨범에 유일하게 김건모가 작곡한 노래로 김건모의 음악적 특성이 잘 나타나 있는 곡이다. 경쾌한 멜로디에 친구 같은 애인을 얻는다는 김창환의 노랫말로 요즘 한참 유행하는 두 가지 리듬을 한곡으로 승화시킨 경쾌하고 신나는 곡이다. 아마 이 노래를 듣는 사람들이라면 누구나 낯설지 않은 멜로디에 어깨를 들썩이며 춤을 추고 싶어할 것 같다. 특히 후렴부분에 짜릿하게 올라가는 김건모의 보컬이 듣는 사람의 귀를 강렬하게 자극할 것이라 생각한다.

- 이별이 준 선물 (Blue Groove): 이 노래는 김건모가 지금껏 한번도 시도하지 않았던 록적인 요소에 블루스적인 그루브가 녹아 내린 곡이다. 특히 영국의 락 그룹 노래를 듣는듯한 세련됨과 그루브 그리고 애절한 김건모의 목소리가 절묘하게 조화를 이루며 떠난 사랑을 그리워하기 보다는 새로운 사랑에 마음을 연다는 독특한 가사 말이 매력 있는 곡인 것 같다. 복고적인 느낌에 현대화된 편곡 그리고 김건모의 깊은 목소리가 아마 사랑에 아파하는 사람들의 가슴속에 깊게 스며들 것 같은 애절한 곡이다.

- 너를 위해서 (Urban Groove): 레게적인 느낌에 R&B적인 리듬 그리고 영국적인 멜로디라인이 절묘하게 조화를 이룬 곡으로 요즘 한참 유럽에서 유행하고 있는 Urban뮤직을 한국화 한 느낌이 많이 든다. 세련된 리듬에 가볍게 내려앉는 김건모의 목소리 '또 잊으라면 잊어줄게'하며 반복되는 후렴구다. 처음 듣는 사람이라도 그 매력에 흠뻑 취하게 만드는 그런 곡이다. 이 곡은 연령층이 요즘 음악을 많이 듣는 20대 층에서 폭발적인 지지와 사랑을 받을 것 같다는 생각이 강하게 드는 곡으로 특히 유행과 지나치게 타협하지 않으면서도 트렌디한 감각이 넘치고 있어 더욱더 감칠맛이 나는 그런 곡이란 생각이 든다.

- 그러지마 (Funky Groove): 혹자는 이 노래를 처음 듣는 순간 먼저 다이나믹한 서운드와 재미있는 노랫말에 흠뻑 빠져버렸다. 요즘 한창 트렌디한 저스틴 팀버레이크의 노래를 듣는 것 같은 착각을 불러일으키며 이젠 중견가수가 된 김건모가 마치 젊은 가수들에게 수혈을 받은 듯 젊은 김건모를 느끼게 해 주는 그런 곡이다. 또한 프로듀서 김창환의 재치 넘치는 가사말이 노래는 듣는 사람에게 은근히 미소를 짓게 하는 매력이 넘치는 곡이다. 러프한 사운드에 깔끔한 보컬 그리고 절제된 편곡 트렌드한 리듬 그 어느 하나도 빠지지 않는 젊은 곡으로 아마 김건모의 특성이 어쩌면 너무 잘 녹아 내린 곡이 아닐까 싶다. 그래서 혹자는 개인적으로 이 노래에 많은 매력을 느끼는지도 모르겠다.

- 아파 (Ballad Groove): 이 노래를 들으면 '정말 왜 가슴이 자꾸만 아플까' 가사에서 주는 깊은 슬픔이 중견이 된 관록의 김건모의 목소리로 녹아내려 정말 애절한 슬픈 가사에 가슴이 아파오는 그런 곡이다. 감정이 절제된듯한 김건모의 목소리와 폭발적이 고음이 이 노래를 듣는 사람의 가슴을 정말 아프게 하는 것 같다. 다시 한번 이 노래를 들으면 정말 가슴이 자꾸만 너무 아파온다.

- 잘 될꺼야 (Electro Groove): 이 노래는 요즘 한참 클럽 DJ로 주가를 올리고 있는 DJ KOO (구준엽)과 함께 클럽 파티를 하며 프로듀서 김창환과 김건모가 영감을 얻어 만든 곡이라고 한다. 또한 요즘처럼 경제도 어렵고 어지러운 세상에 김건모라는 가수의 목소리를 빌려 좀 더 나은 세상을 만들자는 희망적인 시사성을 담고 있어 더욱더 가슴에 와 닿는 것 같다. 또한 지금 현재 전세계 클럽을 뜨겁게 달구고 있는 일렉트로 하우스란 장르로 베이스 음이 곡의 전체를 이끌고 나가며 중간중간 귀를 자극하는 짜릿한 신디사이져 소리와 강렬한 리듬, 그리고 빠르게 박자가 전개되다 박자가 늘어지면서 그루브 넘치는 레게뮤직으로 바뀌는 부분이 정말 인상적인 것 같다. 어쩌면 또 이런 음악의 형태는 프로듀서 김창환과 김건모가 90년대 당시 국내에서 첨으로 레이브라는 음악을 시도해 빅히트를 쳤던 《잘못된 만남》처럼 지금 다시 2008년에 전 세계에 유행하고 있는 일렉트로 하우스를 국내에 맞게 해석해 김건모라는 가수를 통해 표현하고 있는 듯한 느낌을 혹자는 또 강하게 받고 있다.

- 새로운 느낌 : 이 노래를 들으면 왠지 모를 특이한 매력에 한없이 빠져들고 있다. 들으면 들을수록 매력이 넘치는 노래 들으면 들을수록 더 볼륨을 올리고 빨려 드는 노래. 아마 이 노래는 2008년 여름 한국의 여름을 뜨겁게 달구지 않을까 하는 상상을 혹자는 조심스럽게 해 본다.

- 슬픈 휴식 (Slow Jam): 김건모의 애절한 보컬에 세련되고 멋진 사운드, 잔잔한 피아노 도입으로 시작해 후렴구에서 강하게 터지는 음악이 정말 가슴을 크게 울린다. 미국의 R&B 뮤지션이 주로 하는 Slow Jam은 강한 비트에 애절한 노랫말과 슬픔을 담는 장르로 이번 김건모의 음반을 통해 프로듀서 김창환은 그 무게감을 더 주려 했던 것 같다. 또한 후렴구에 계속 반복되는 김건모의 고음이 쉴새 없이 쏟아지며 마치 듣는 사람을 중독이라도 시키려는 듯 김건모의 목소리는 강한 리듬위에서 너무도 애절하게 울부짓고 있다. 혹자는 왜 이 노래가 마지막 트랙이 됐는지 이 노래를 들으며 가슴으로 느낄 수 있을 것 같다. 노래를 듣고 나면 뭔지 모를 여운을 남기는게 이 노래의 가장 큰 장점인 것 같다.

- KISS (2008 Trend Re-Mix): 이 버전은 키스를 현대 젊은 가수들이 선호하는 팀버랜드식의 리듬에 다시 한번 프로듀서 김창환이 리믹스해 듣는 사람의 기호를 다르게 자극하려 한 것 같다. 오리지널 버전과는 확연히 다른 사운드와 리듬이 리믹스를 듣는 즐거움을 더해 주며 또 한 곡이 편곡이 달라지는 것에 따라 어떻게 느낌의 변화를 주는지 너무 잘 표현하고 있는 노래인 것 같다.

## 수록곡
모든 곡들은 김창환에 의해 작사/작곡되었고, 편곡은 김우진이 맡았다.
| #   | 제목                      | 재생 시간 |
| --- | ------------------------- | --------- |
| 1.  | 〈Intro (떠나지마)〉      | 1:11      |
| 2.  | 〈언제쯤...〉             | 3:41      |
| 3.  | 〈Kiss〉                  | 3:19      |
| 4.  | 〈사랑해 (Fall In love)〉 | 3:58      |
| 5.  | 〈하루〉                  | 3:44      |
| 6.  | 〈어색한 변명〉           | 3:26      |
| 7.  | 〈이별이 준 선물〉        | 3:52      |
| 8.  | 〈너를 위해서...〉        | 4:09      |
| 9.  | 〈그러지마〉              | 3:22      |
| 10. | 〈아파〉                  | 3:55      |
| 11. | 〈잘 될 꺼야〉            | 3:53      |
| 12. | 〈슬픈 휴식〉             | 3:15      |
| 13. | 〈Kiss (2008 Trend Mix)〉 |           |